# Lucas Pope

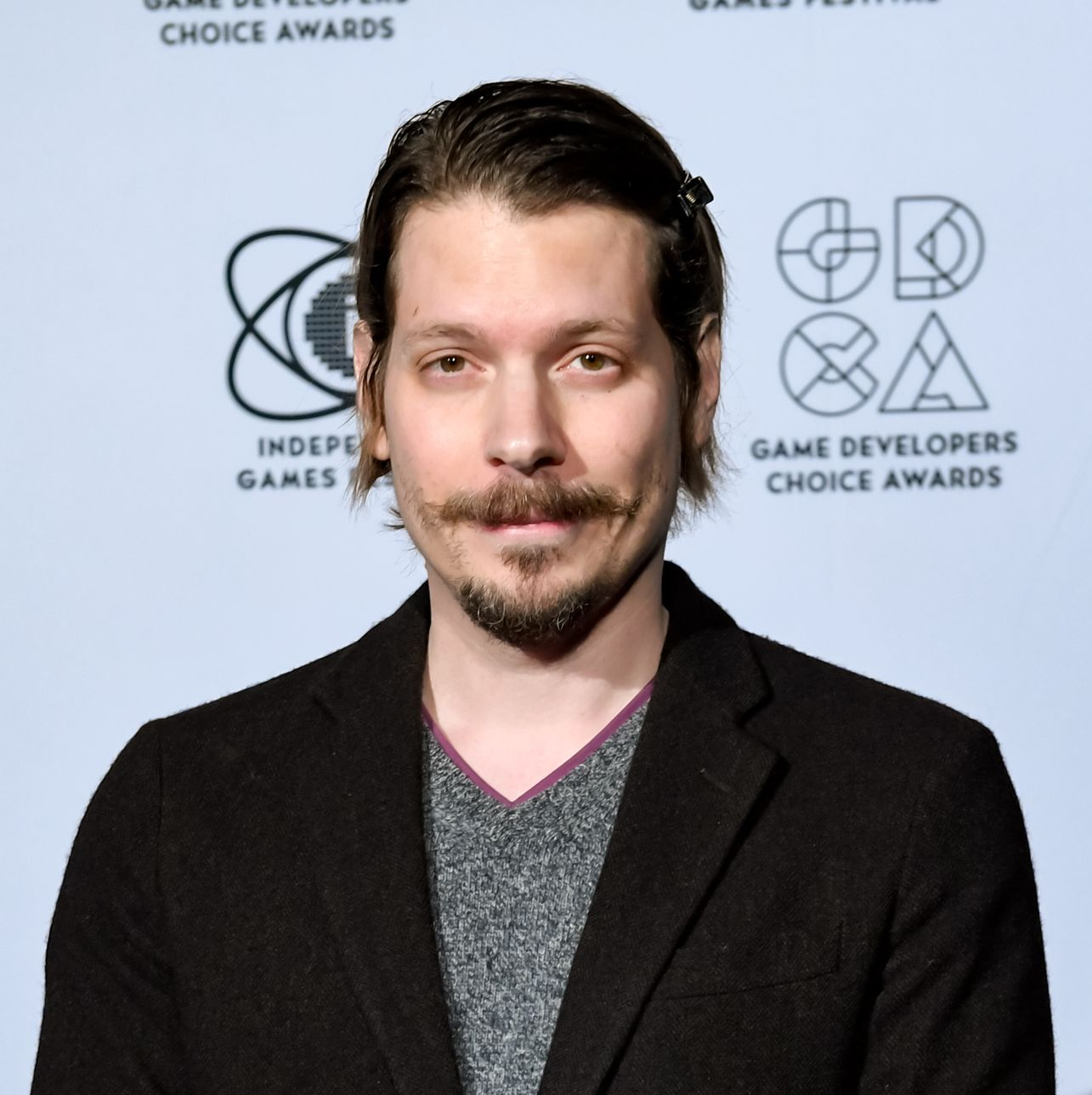
Lucas Pope, 2019

Lucas Pope ist ein US-amerikanischer Computerspielentwickler. Er ist bekannt als alleiniger Entwickler der mehrfach ausgezeichneten Indie-Titel Papers, Please (2013) und Return of the Obra Dinn (2018).

## Karriere
Pope besuchte die Virginia Tech und gründete mit einer Handvoll Freunden Epochalypse, das später als Ratloop Games firmierte. Ihr erstes Produkt Malice war eine Modifikation des Shooters Quake (id Software, 1996). Diese wurde später vom Quake-Publisher GT Interactive zusammen mit dem Spiel vertrieben. Das erste selbst entwickelte Spiel des Teams war der Budget-Titel Gearhead Garage (Activision Value, 1999), eine Kfz-Mechanik-Simulation, die sich „ein paar hunderttausend Mal“ verkaufte. Eine unfertige Portierung für Nintendos Game Boy Advance veröffentlichte Ratloop später auf seiner Website.
Ab 2003 war Pope bei dem Konsolenspielentwickler Realtime Associates und ab 2007 bei Naughty Dog tätig, bevor er, „müde von PR und Publishern“, begann auf eigene Faust Spiele zu entwickeln. Als Angestellter war er vor allem für die Entwicklung maßgeschneiderter Softwaretools zur Spieleentwicklung zuständig. Sein erstes selbständiges Projekt ist das 2009 veröffentlichte Mightier, das Pope noch während seiner Anstellung bei Naughty Dog innerhalb eines zweiwöchigen Urlaubs zusammen mit seiner Ehefrau Keiko Ishizaka entwickelte. Das Spiel wird mit Eingaben über eine Kamera gesteuert, ähnlich dem wenig später erschienenen EyeToy von Sony. Das Paar stellte sein Projekt auf der Game Developers Conference vor, das dort im Rahmen des Independent Games Festival für eine Auszeichnung nominiert wurde. Der Erfolg weckte Popes Interesse, eigene kleine und einzigartige Spiele zu entwickeln.
Ein Jahr später entschied sich das Paar, ihre Anstellungen bei Spielestudios aufzugeben und zog von den USA nach Japan, wo Ishizakas Eltern leben. Zusammen mit Popes früherem Studio Ratloop entwickelten sie das iOS-Puzzle-Spiel Helsing’s Fire. Ein weiterer Auftrag, das Flash-Spiel Rocketbirds auf PlayStation 3 zu portieren, ließ das Paar für ein Jahr nach Singapur umziehen. Bei ihren Reisen durch Südostasien mit diversen Grenzübertritten kamen Pope die ersten Ideen für Papers, Please.
Lucas Pope nahm sich als Nächstes sechs Monate Zeit, ein eigenes Spiel zu entwickeln. Da seine Frau zu diesem Zeitpunkt mit dem ersten Kind schwanger war, versprach er ihr, sich danach aus finanziellen Gründen wieder eine Anstellung zu suchen. Das Spiel, Papers Please, von dem schon während der Entwicklung regelmäßig Prototypen des aktuellen Entwicklungsstands zum Download zur Verfügung gestellt wurden, erwies sich bereits vor Veröffentlichung als beliebt im damals aufkommenden Format der Let’s Plays. Dieser Umstand und eine darüber hinaus erfolgreiche Kampagne auf Steam Greenlight stimmten Pope zuversichtlich und ließen ihn drei weitere Monate in die Entwicklung investieren. Nach insgesamt neun Monaten Entwicklungszeit wurde Papers Please am 8. August 2013 veröffentlicht, erhielt diverse Auszeichnungen für sein innovatives Game Design und wurde vielfach zum „Spiel des Jahres“ gekürt. Über eine Million verkaufte Exemplare brachten Lucas Pope und seine Familie in eine „finanziell stabile“ Lage. Zu einem direkten Nachfolger Papers Please 2 fehle ihm die nötige Inspiration.
Im Jahr 2014 begann Pope die Arbeit an Return of the Obra Dinn und veröffentlichte es schließlich im Oktober 2018. Zu diesem Zeitpunkt fühlte es sich für ihn noch nicht fertig an. Hohe Erwartungen nach dem Erfolg von Papers, Please setzten Pope bei der Entwicklung unter Erfolgsdruck. Nach der viereinhalbjährigen Entwicklungszeit litt er an Burn-out und nahm sich zunächst vor, keine weiteren Spiele zu entwickeln.
Die Ankündigung der Spielkonsole Playdate im Mai 2019, die lediglich über eine 1-Bit-Anzeige verfügt, weckte Popes Interesse an der Spieleentwicklung erneut. Die diversen Einschränkungen der Plattform ließen ihn wieder kreativ werden und ermöglichten eine besser absehbare Entwicklungszeit und unter weniger Druck zu arbeiten, als sein vorheriges Projekt. Neben dem Playdate-Spiel Mars After Midnight arbeitet Pope an einem weiteren, bisher nicht angekündigten Projekt. Pope plant auch im Anschluss weiter Spiele zu entwickeln.

## Ludografie
Lucas Pope arbeitet seit Papers, Please grundsätzlich allein an seinen Spielen. Er übernimmt auch das Publishing selbst, da sich bisher kein Publisher mit seinen angebotenen 30 Prozent Gewinnbeteiligung einverstanden erklärt hätte. Er habe Schwierigkeiten, seine Spielideen klar auszudrücken und benötige Zeit, die oftmals zunächst von ihm selbst als schlecht bewerteten Ideen ausreifen zu lassen. Außerdem sei die Arbeit ohne Publisher eine weitere Einschränkung gegenüber anderen Entwicklern, die ihn ansporne. Pope nahm bereits mehrfach an Game Jams wie Ludum Dare teil und entwickelte in diesem Rahmen experimentelle Spiele kleineren Umfangs innerhalb weniger Tage.
- Gearhead Garage (Activision Value, 2000)
- Uncharted: Drakes Schicksal (Sony Computer Entertainment, 2009)
- Uncharted 2: Among Thieves (Sony Computer Entertainment, 2009)
- Mightier (2009)
- Helsing’s Fire (Clickgamer.com, 2010)
- The Republia Times (2012)
- 6 Degrees of Sabotage (2012)
- Papers, Please (2013)
- The Sea Has No Claim (2014)
- Unsolicited (2015)
- Return of the Obra Dinn (2018)
- Mars After Midnight (2024)[6]

## Privatleben
Lucas Pope ist mit der Computerspielentwicklerin Keiko Ishizaka verheiratet. Sie haben zwei gemeinsame Kinder und leben in Saitama, Japan. Als Kind lernte er das Klavierspielen und in seiner Schulzeit spielte Pope als Schlagzeuger in einer Speed-Metal-Band namens Aftermath.